# S. N. Hayes
S. N. Hayes va ser un jugador de lacrosse britànic que va competir a principis del segle xx. El 1908 va prendre part en els Jocs Olímpics de Londres, on guanyà la medalla de plata en la competició per equips de Lacrosse, com a membre de l'equip britànic.